# Volym
För andra betydelser, se Volym (olika betydelser).
Volym är mätetalet för mängden tredimensionell rymd som omges av slutna gränser, till exempel, det utrymme som en substans (fast, flytande, gas eller plasma) eller form upptar eller innehåller. Volym används inom fysiken för att bestämma mängden vätska, gas eller solid.
SI-enheten för volym är kubikmeter, m3. Liter (l) kan också härledas: 1 l = 0,001 m3.

Ett sätt att bestämma volym

## Lista över volymer
| Objekt          | Volym | Parametrar                                                                                           |
| --------------- | --- | --- |
| Kub             | {\displaystyle a^{3}\;} | a är längden hos kubens sidor                                                                        |
| Cylinder        | {\displaystyle \pi r^{2}h\;} | r är cylinderns radie, h är cylinderns höjd                                                          |
| Prisma          | {\displaystyle A\cdot h} | A är basens area, h är prismans höjd                                                                 |
| Rätblock        | {\displaystyle b\cdot d\cdot h} | b är bredden, d är djupet och h är rätblockets höjd                                                  |
| Sfär            | {\displaystyle {\frac {4}{3}}\pi r^{3}} | r är sfärens radie                                                                                   |
| Ellipsoid       | {\displaystyle {\frac {4}{3}}\pi a\,b\,c} | a, b och c är ellipsoidradiernas längder                                                             |
| Pyramid         | {\displaystyle {\frac {1}{3}}Ah} | A är basens area, h är pyramidens höjd                                                               |
| Kon             | {\displaystyle {\frac {1}{3}}\pi \,r^{2}h} | r är cirkelbasens radie, h är spetsens avstånd till basen                                            |
| Tetraeder       | {\displaystyle {{\sqrt {2}} \over 12}a^{3}\,} | a är kantens längd                                                                                   |
| Parallellepiped | {\displaystyle a\,b\,c{\sqrt {K}}} {\displaystyle {\begin{aligned}K=&1+2\cos(\alpha )\cos(\beta )\cos(\gamma )\\&-\cos ^{2}(\alpha )-\cos ^{2}(\beta )-\cos ^{2}(\gamma )\end{aligned}}} | a, b och c är parallellepipedens kantlängder. α, β, och γ är de interna vinklarna mellan dess kanter |
| Kleinflaska     | {\displaystyle 0\;} | Ingen volym, då den inte har någon insida                                                            |

## Volym inom infinitesimalkalkyl
Inom infinitesimalkalkylen, ges volymen av ett område D i R3 av trippelintegraler av den konstanta funktionen {\displaystyle f(x,y,z)=1} och skrivs vanligen som
{\displaystyle \iiint \limits _{D}1\,dx\,dy\,dz.}
Volymintegralen i cylindriska koordinater är
{\displaystyle \iiint \limits _{D}r\,dr\,d\theta \,dz,}
och volymintegralen i sfäriska koordinater (med användning av vinkelkonventionen med {\displaystyle \theta } som den azimutala orienteringen och med {\displaystyle \phi } relaterad till den polära axeln) skrivs vanligen
{\displaystyle \iiint \limits _{D}r^{2}\sin \phi \ dr\,d\theta \,d\phi }
där r är en punkts avstånd till origo.